# Viola bubanii
Viola bubanii é uma espécie de planta com flor pertencente à família Violaceae. 
A autoridade científica da espécie é Timb.-Lagr., tendo sido publicada em Congr. Sc. Fr. Xix. (1852).

## Portugal
Trata-se de uma espécie presente no território português, nomeadamente em Portugal Continental.
Em termos de naturalidade é nativa da região atrás indicada.

## Protecção
Não se encontra protegida por legislação portuguesa ou da Comunidade Europeia.